# Kanchenjunga
O Kanchenjunga é a terceira montanha mais alta do mundo, com 8586 m de altitude. Está situada na cordilheira do Himalaia, na fronteira entre o Nepal e a Índia. É a montanha mais alta da Índia. Tem 3922 de proeminência, e isolamento topográfico de 124,18 km.

## Descrição
De 1838 até 1849, acreditava-se que o Kanchenjunga era a mais alta montanha do mundo, pois desconhecia-se a altitude do monte Everest e do K2. É uma enorme massa montanhosa com muitos cumes satélite emergindo da sua aresta gelada. Está situada na fronteira do Nepal e Sikkim, a apenas 46 milhas a noroeste de Darjeeling. É a mais oriental das grandes montanhas de 8000 metros dos Himalaias.
Várias são as origens do nome Kangchenjunga, mas na sua tradução literal corresponde à expressão Os 5 Tesouros da Grande Neve, como referência aos seus cinco picos que nascem dos seus glaciares, ou aos cinco tesouros que os deuses guardam nesta montanha: ouro, prata, cobre, trigo e os livros sagrados.

## Ascensões de montanhismo
Esta montanha só foi escalada com sucesso em 1955, por Joe Brown e George Band (expedição britânica) tendo sido tentada pela primeira vez logo em 1905, onde quatro membros de uma expedição internacional morreram numa avalanche. Avalanches e aluimentos de neve são comuns nesta área, a qual recebe grandes precipitações durante todo ano. Por esta montanha ser considerada, para os habitantes da região (o povo do Sikkim), um lugar sagrado, as primeiras expedições quedavam-se, de forma voluntária, a alguns metros do cume. A segunda ascensão foi realizada por uma equipa liderada pelo coronel indiano Narinder Kumar em 1977. Esta montanha é considerada pela maioria dos alpinistas a mais difícil do mundo de ascender, a par do K2. 
O primeiro português a atingir o seu cume foi Gonçalo Velez, em 15 de Maio de 2001. Em 2006 os alpinistas portugueses João Garcia e Tozé Coelho realizam uma expedição com o objetivo de ascender a esta montanha. Esta expedição insere-se no âmbito do projeto À conquista dos Picos do Mundo, onde João Garcia pretende escalar (sem recurso a oxigénio, e entre 2006 e 2010) oito das catorze montanhas com mais de oito mil metros de altitude, totalizando assim em 2010 os catorze cumes. 
No dia 22 de Maio de 2006 João Garcia atingiu o cume desta montanha, sem recurso a oxigénio artificial. António (Tozé) Coelho sofreu duas semanas antes uma apendicite aguda e foi forçado a retirar-se.

## O Kanchenjunga na literatura
- Em The Epic of Mount Everest, publicado pela primeira vez em 1926, Sir Francis Younghusband escreve: "Como beleza natural Darjeeling é decerto inultrapassável no mundo. De todos os países chegam viajantes para ver o Kangchenjunga, 28.150 [sic] pés de altitude, apenas a 40 milhas de distância. Darjeeling está a 7.000 [sic] pés acima do nível do mar e numa floresta de carvalhos, magnólias e rododendros, laurácias e sicâmoros."

- O livro The Inheritance of Loss de Kiran Desai, que venceu o Prémio Man Booker em 2006, tem a narrativa situada parcialmente em Kalimpong, uma estância de montanha situada perto do Kangchenjunga.

- Em Filhos do Éden - Anjos da Morte , publicado pela primeira vez em 2013, o autor Eduardo Spohr destreve na narrativa de um dos seus personagens escreve: "O descreve no livro como local a onde fica uma estação dos atlantes apelidaram de posto de controle (a cidade sobre o mundo)."